# Manětín (zámek)
Manětín je zámek ve stejnojmenném městě v severní části okresu Plzeň-sever v Plzeňském kraji. Od roku 1964 je chráněn jako kulturní památka a v roce 2001 byl zapsán na seznam národních kulturních památek. Je ve vlastnictví státu (správu zajišťuje Národní památkový ústav) a je přístupný veřejnosti.

## Historie

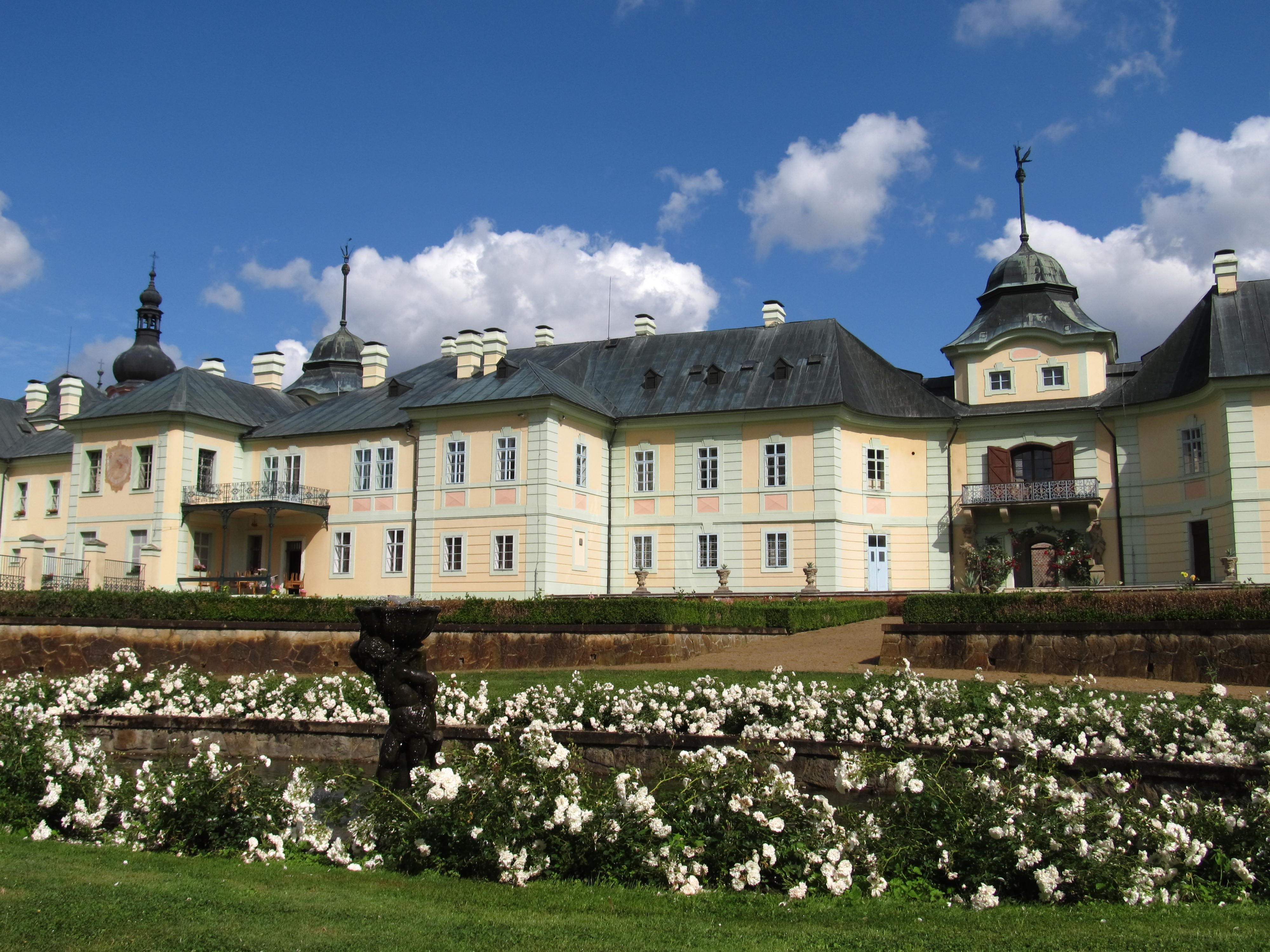
Zahradní průčelí zámku pohledem od jihovýchodu

### Nejstarší dějiny
Manětínsko bylo původně majetkem českých knížat. Král Vladislav věnoval okolní krajinu v roce 1169 řádu johanitů. Za nich pravděpodobně v místech západní části zámku a přilehlého dvora vznikla komenda připomínaná v roce 1187. Komtuři komendy pocházeli ze zástupců vyšší šlechty. V uvedených letech jimi byli Jan ze Zvířetic (1351), Beneš z Ronova (1373–1383), Albert z Ronova (1391), Bohuš Bílý, Boreš z Oseka (1404–1406), Bohuše z Bystřice (1407–1412), Mikuláš z Rýzmberka (1415) a poslední Heřman z Vartenberka (1416–1419).
Rytíři johanitského řádu vlastnili Manětín do roku 1420, kdy jej na počátku husitských válek dostal od krále Zikmunda do zástavy Bohuslav VI. ze Švamberka. O dva roky později upadl do husitského zajetí a vzápětí přešel na jejich stranu. Hrad v té době spravoval jeho bratr Hynek Krušina ze Švamberka, kterému Manětín zůstal až do smrti v roce 1455. Manětínským pánem se poté stal jeho syn Bohuslav VII. ze Švamberka. Manětínsko stále právně náleželo johanitům, jejichž tehdejším převorem byl Jan ze Švamberka. V roce 1483 Bohuslav proto panství za 9024 kop grošů vykoupil do dědičného vlastnictví. Švamberkové v Manětíně nesídlili a správu hradu zajišťovali purkrabí, ke kterým patřili Petr Labuť ze Švamberka, rychtář Tůma a Prokop z Křečova. Po roce 1440 úřad purkrabího zanikl a komenda zpustla. Posledním příslušníkem rodu Švamberků, kterému manětínské panství patřilo až do roku 1544, byl Jindřich ze Švamberka.

### Období renesance
V roce 1544 koupil Manětín Volf Krajíř z Krajku, jemuž bylo ale panství krátce nato zkonfiskováno za účast v protihabsburském odboji. Krátce byl Manětín majetkem Šliků, ale v roce 1560 jej za 5250 kop míšeňských grošů koupil Jeroným Hrobčický z Hrobčic († 1571). Jeho syn Jeroným mladší z Hrobčic byl schopným hospodářem a to mu koncem šestnáctého století umožnilo přestavbu manětínské tvrze na renesanční zámek, k němuž patřil také pivovar a poplužní dvůr. Po Jeronýmově smrti v roce 1603 manětínské panství zdědil Zdislav Albrecht Hrobčický z Hrobčic, a když roku 1615 zemřel, připadl majetek jeho bratrovi Janu Vilémovi. Zadlužený Jan Vilém musel o dva roky později panství prodat za sedmdesát tisíc kop míšeňských grošů Kryštofu Karlovi z Roupova na Herálci a Humpolci. Nový majitel se zúčastnil stavovského povstání. Ve snaze předejít zabavení majetku převedl Manětín na svého synovce Jana z Roupova. Přesto bylo panství nakonec zkonfiskováno, a v roce 1622 jej za 31 520 kop míšeňských grošů koupila Ester Mitrovská z Nemyšle, rozená Lažanská z Bukové. Během třicetileté války se během saského vpádu panství roku 1631 zmocnil opět Jan z Roupova, ale Sasové byli brzy vyhnáni, a již v roce 1632 panství spravovala právoplatná majitelka Ester Mitrovská. Když roku 1639 bez potomků zemřela, zdědil její majetek bratr Ferdinand Rudolf Lažanský z Bukové.

### Lažanští zBukové

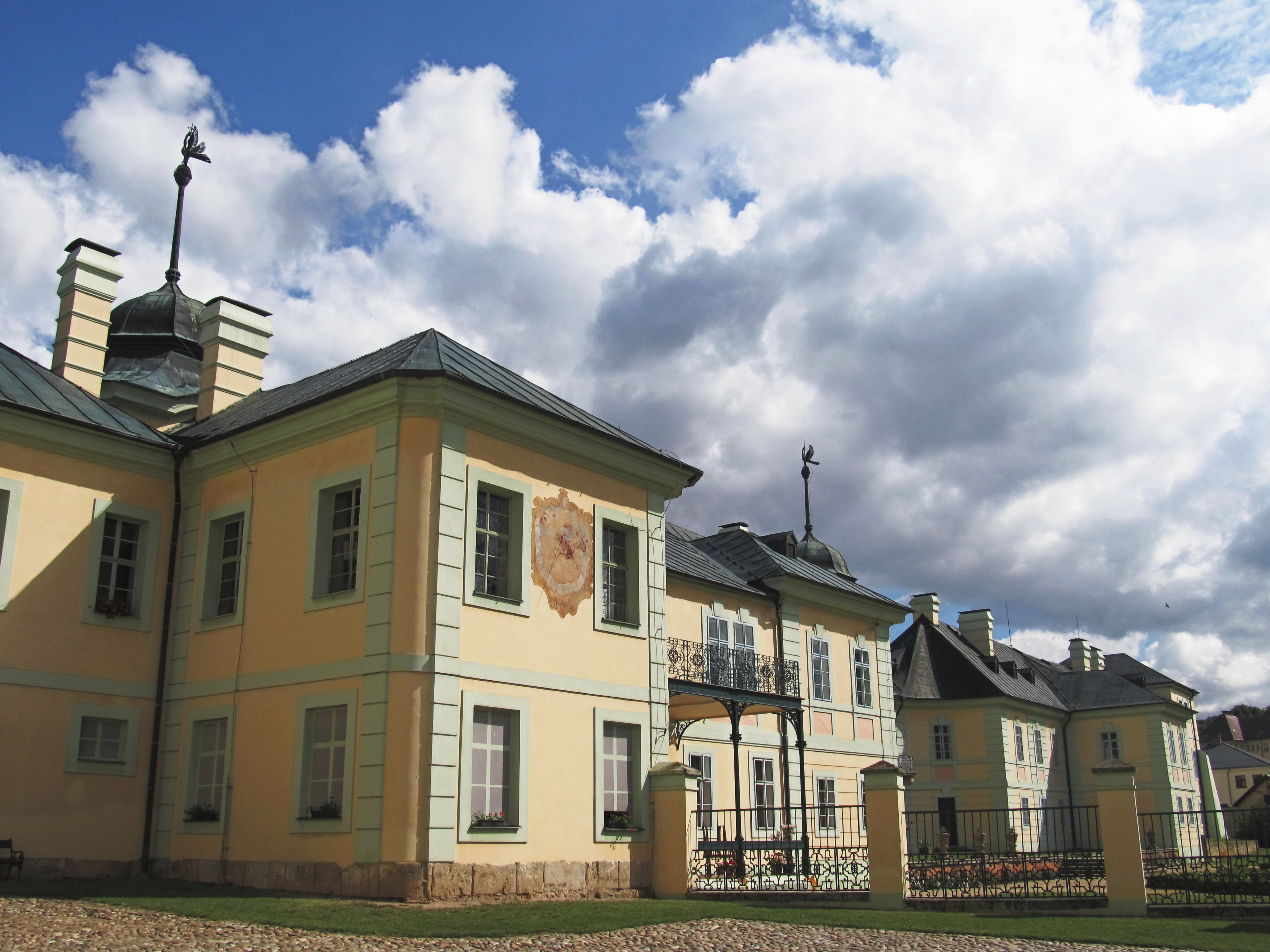
Zahradní průčelí zámku pohledem od jihozápadu

Rodu Lažanských z Bukové patřil Manětín více než 300 let. Po Ferdinandu Rudolfovi panství zdědil jeho syn Karel Maxmilián Lažanský (1639–1695), a majetek přešel na syna Václava Josefa.
V době baroka došlo k zásadní přestavbě zámku i celého města. I když panství značně utrpělo za třicetileté války průchody vojsk, později pod vládou Lažanských prožívalo období prosperity a stability. Barokní přestavba zámku a města proběhla v první polovině 18. století za Václava Josefa Lažanského (1673–1715). Hlavní iniciátorkou byla jeho manželka Marie Gabriela, rozená hraběnka Černínová z Chudenic. Barokní přestavba se uskutečnila v důsledku požáru, který vypukl v roce 1712. Shořel při něm zámek, kostel svatého Jana Křtitele, škola a polovina města. Ačkoliv bývá jako architekt uváděn Jan Blažej Santini-Aichel, skutečným autorem projektu nového zámku a kostela svatého Jana Křtitele se stal Tomáš Haffenecker. Stavbu kostela poté řídil stavitel Jan Jiří Hess z Tyrol. Zámek nebyl nikdy dostaven podle plánů, a to hlavně kvůli vysokým finančním nákladům.
Václav Josef Lažanský s manželkou Marií Gabrielou vytvořili z venkovského západočeského panství centrum barokní kultury, kterým zůstalo i za jejich syna Maxmiliána Václava Lažanského. Pracovali pro ně umělci jako malíři Petr Brandl nebo Filip Kristián Bentum, sochaři Josef Herscher a Štěpán Borovec. Z významných architektů zde navrhl projekt kostela svaté Barbory Jan Baptista Mathey. Mezi umělce činné na zámku patřili také hudebník Jan Josef Brixi, či vynikající fagotista Antonín Möser.
Posledním majitelem mužského pohlaví z rodu Lažanských byl Jan Karel Lažanský (1857–1932), který měl dvě dcery a syna. Dědicem byl ustanoven syn Karel Jan Lažanský z Bukové, ten ale zemřel v první světové válce. Jeho sestry, Tereza a Vilemína, se provdaly za bratry z rodiny Seilernů z Aspangu, kteří sídlili na zámku Lešná u Zlína.[zdroj⁠?!] Starší dcera Terezie (1890–1979) po otcově smrti zdědila Manětín. V té době ale žila na Moravě na zámku Lešná. Až po ovdovění (1939) přesídlila do Manětína, kde pak žila do konce druhé světové války.[zdroj⁠?!] Jako dědic Manětína byl předurčen její mladší syn Jan Karel Seilern-Aspang (1921–1944), který však padl jako německý důstojník v Haliči. Terezie Seilernová byla po roce 1945 odsunuta do Rakouska a zemřela ve Waidhofenu nad Dyjí.
Po roce 1945 byl zámek přidělen Státním statkům a lesům, stal se sídlem ředitelství lesního závodu a byly zde také byty zaměstnanců. V této době došlo k devastaci zámeckého parku, již v roce 1959 byl ale pro veřejnost zpřístupněn hlavní zámecký sál. Postupně se na zámek vracel i mobiliář odvezený po válce na několik různých míst. V roce 1988 převzalo správu zámku okresní muzeum. Hospodářské budovy velkostatku zůstaly v držení Státních statků. Dne 1. ledna 2002 byl zámek prohlášen národní kulturní památkou a přešel pod Národní památkový ústav. Zámek je zpřístupněn veřejnosti.

## Stavební podoba

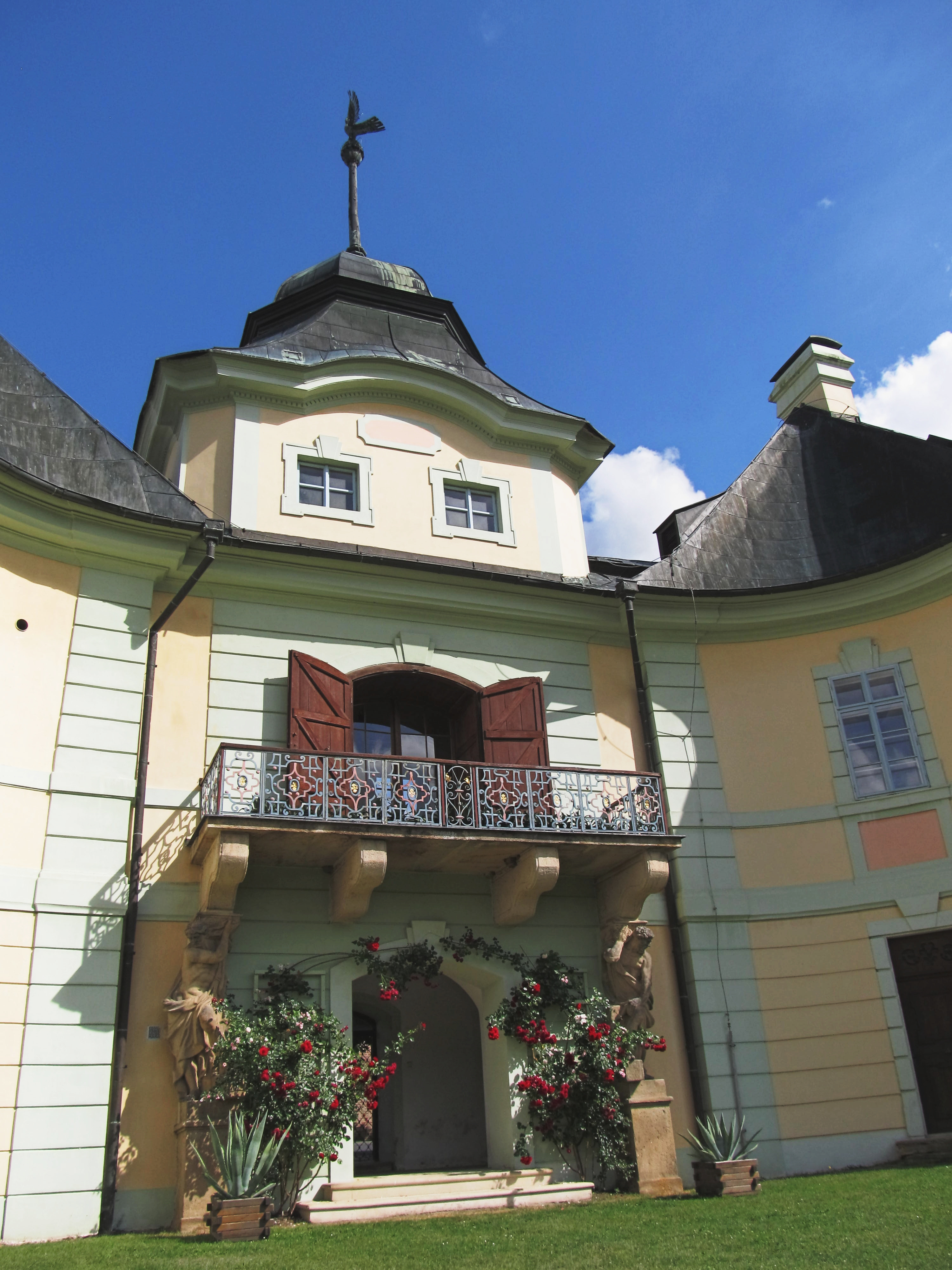
Vstup do zámku ze zahrady

Podoba a přesná poloha středověké komendy je téměř neznámá. V severozápadním nároží zámku však bylo nalezeno zdivo, které pochází z předrenesanční doby a zřejmě s komendou souvisí.
Manětínský zámek je rozsáhlá jednopatrová budova na půdorysu písmene L. Na severní straně se nad zámkem nachází terasa s alegoriemi ženských postav od J. Herschera. Hlavní průčelí člení dva věžové rizality zvýšené, podobně jako nárožní části budovy, o podstřešní polopatro. Fasádu zdobí nadokenní římsy, šambrány oken, bosovaná nároží v přízemí a bosované lizény v patře a v nárožích rizalitů také pilastry. Hlavním vstupem je v severním průčelí asymetricky umístěný portál. Jižní průčelí směřuje do francouzské zahrady s kašnou zdobenou soškou putta. Výhled ze zámku do zahrady usnadňuje balkón podepřený sochami od Štěpána Borovce. Za Manětínským potokem na zahradu navazuje park v anglickém stylu. Obnova parku pokračuje postupně od devadesátých let 20. století.
Urbanistická koncepce manětínského náměstí a sochařsky bohatě zdobený prostor před zámkem přispěl k tomu, že Manětín byl v roce 1992 prohlášen městskou památkovou zónou.

## Prohlídková trasa
| Rok  | Počet návštěvníků |
| ---- | ----------------- |
| 2015 | 10 249            |
| 2016 | 12 745            |
| 2017 | 14 649            |

Expozice představuje život šlechty na manětínském zámku od 17. do poloviny 20. století, kdy byl v majetku rodu Lažanských. Zdůrazněno je období baroka, kdy zámek získal svou dnešní podobu.

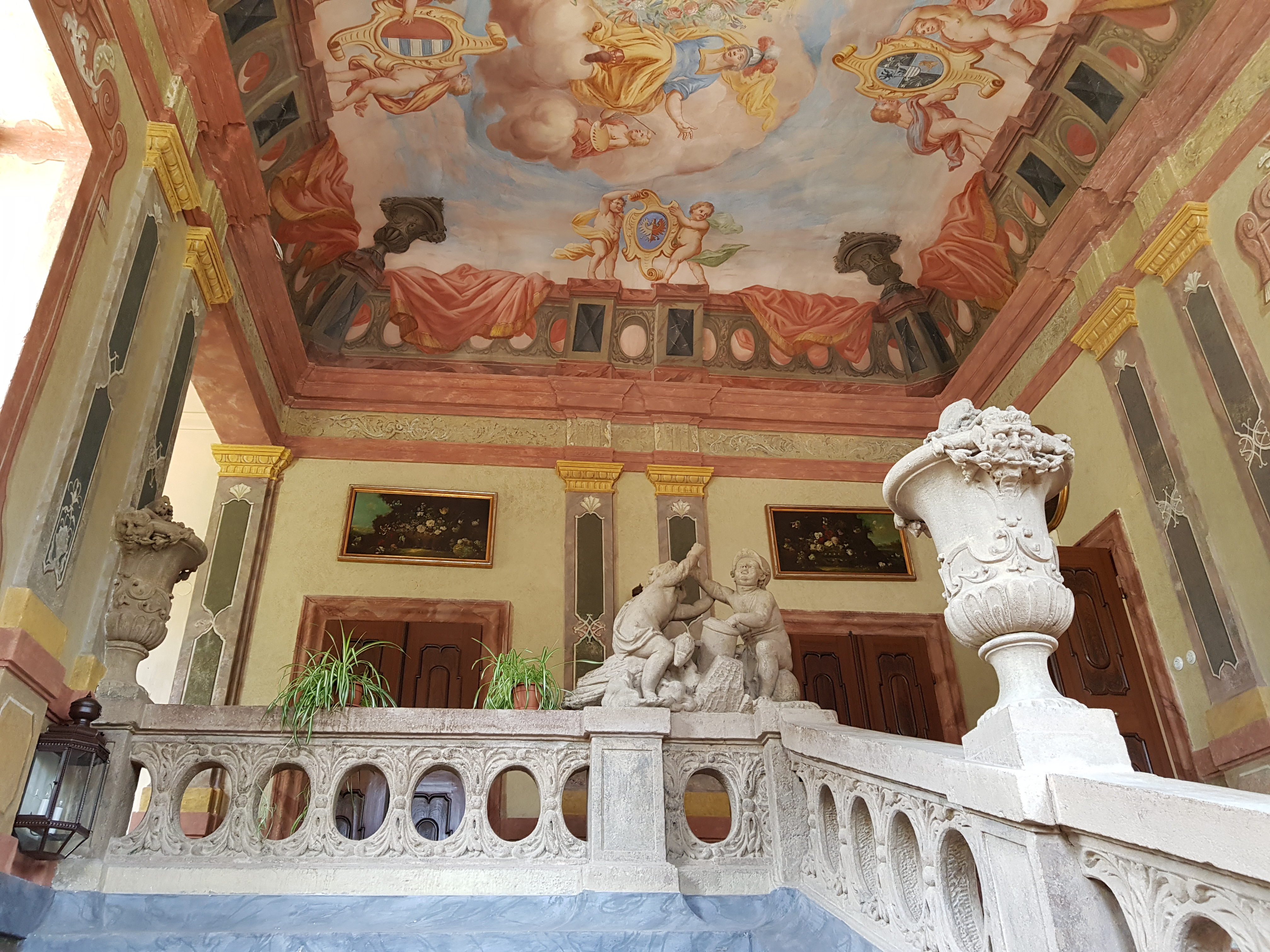
Vstupní schodiště

- Vstupní hala – Vstupní schodiště zdobí rozsáhlá nástropní freska od Filipa Bornschlegela z Würzburgu (1699–1731) z doby kolem roku 1730,[8] která zobrazuje průčelní pohled na manětínský zámek v ideální podobě podle nedokončeného projektu (východní křídlo nebylo vystavěno[7]) Tomáše Haffeneckera (1669–1730) z 1. poloviny 18. století. Pohled na zámek doplňují alegorie Architektury s trojúhelníkem a plánem a Malířství s paletou a štětci. Nad zámkem je vyobrazen znak Marie Gabriely Lažanské jako kněžny-abatyše ústavu šlechtičen na Novém Městě pražském.[17] Kolem jsou erby předků, mezi nimi Lažanských, Černínů, Martiniců, Kolovratů, pánů z Lisova a Spankova.[18]

Balustrádu schodiště zdobí alegorické sochy čtyř živlů od Štěpána Borovce. V dolní části je dětská postava Země s atributem tykve a chlapec s rybou symbolizující Vodu. V horní části je Vzduch, který je představován jako chlapec sedící na orlu, a Oheň jako dětská postava v helmě na dělové kouli u hlavně kanónu. Kamenné zábradlí dále zdobí vázy zdobené maskarony. Celý prostor haly prošel rozsáhlou obnovou v letech 2014–2015.
- Předpokoj – Původní barokní mobiliář je doplněn dalšími předměty z fondu památkových ústavů a muzeí. Na podobiznách z roku 1650 jsou zachyceni čtyři neidentifikovaní účastníci třicetileté války. Dále na stěně visí malované genealogické vývody Zuzany Renaty z Martinic (1670–1717), provdané za Tomáše Zachea Czernina z Chudenic (1660–1700), a Václava Josefa Lažanského z Bukové (1673–1715). Jedná se o matku a manžela Marie Gabriely Lažanské z Bukové, na kterou se během prohlídky často odkazuje. Ty doplňují mladší tištěné genealogické tabule Sidonie, hraběnkyz Hoyos a Jana Karla Lažanského z Bukové.
- Přijímací pokoj – V přijímacím pokoji je umístěna novodobější rodinná galerie Lažanských. Zaujmou především portréty posledních čtyř generací majitelů a jejich potomků. Za zmínku stojí obrazy akademického malíře Konstantina Stuchlíka, který počátkem 20. století portrétoval Jana Karla Lažanského a jeho manželku Idu, rozenou Schwarzenbergovou.
- Budoár (ložnice) – V zeleně vymalovaném budoáru se dochoval fragment původní freskové výzdoby. Červeno-zlaté dřevěné konzoly barevně ladí s freskovou výzdobou. Benátské zrcadlo, postel a klekátko.
- Rodinná galerie – Na stěně visí portréty potomků hraběnky Marie Gabriely, která byla klíčovou osobností zdejšího panství. Ona sama je vyobrazena uprostřed stěny v oválném červeném rámu. Tapiserie. Na černo-zlatých dřevěných konzolách je vystaven porcelán.
- Dámský růžový salónek – Menší místnost s dalšími dřevěnými konzolami a skleníkem, kde je vystaven porcelán.
- Lovecká chodba – Náznaková expozice lovectví. Trofeje a fotografie z honiteb. Grafiky. Vyhlídka do zámecké zahrady.
- Pánská pracovna – Soubor olejomaleb představuje jezdecké figury tzv. Španělské jezdecké školy. V místnosti se částečně zachovala fresková výzdoba na stropě a u oken.

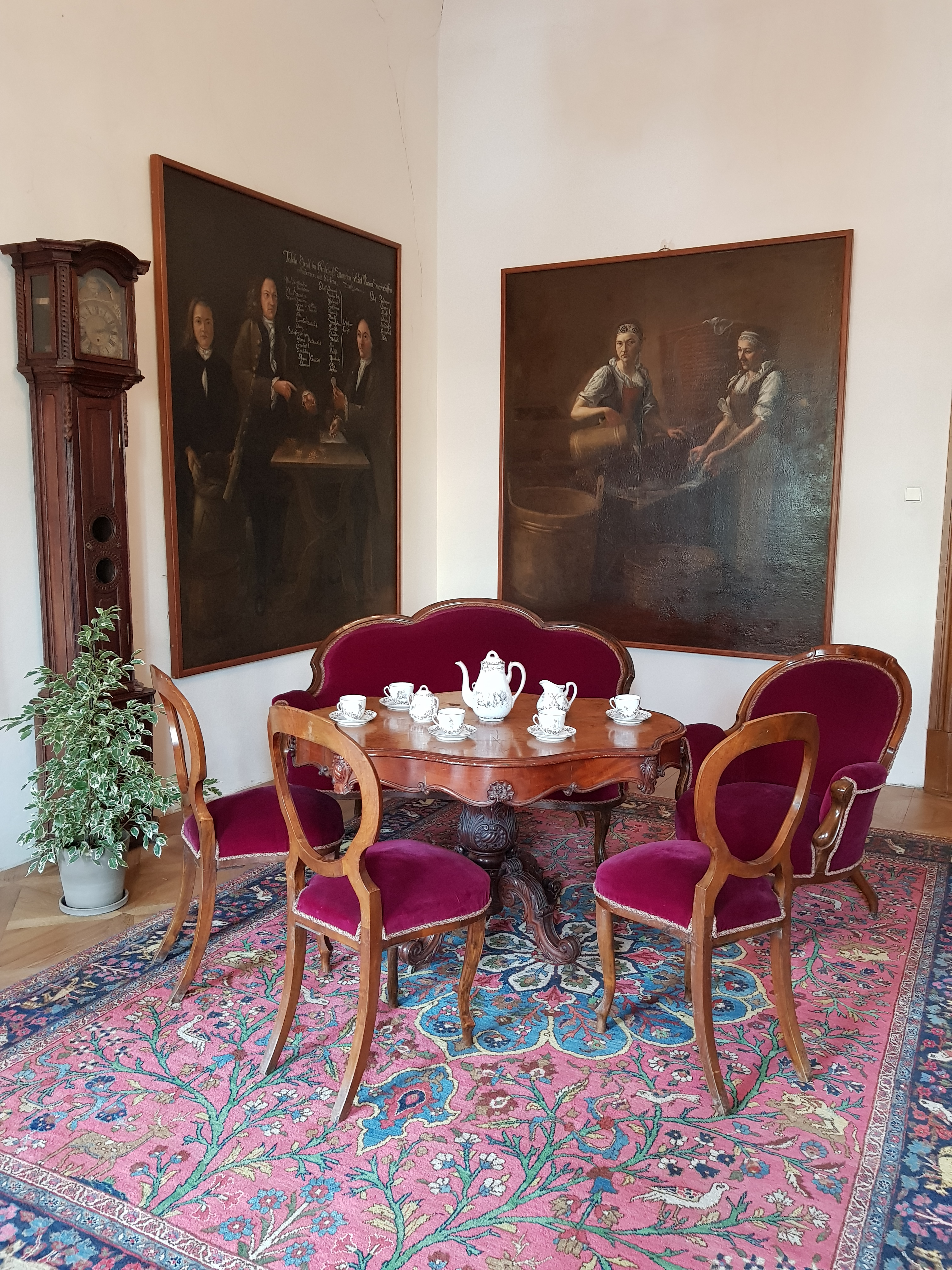
Portréty výběrčích daní a pradlen

- Společenský salón – Umělecky hodnotný a v Čechách ojedinělý je rozsáhlý soubor třinácti portrétů zámeckých úředníků a služebnictva. Autorem je Václav Dvořák. Jedná se o portréty stojících postav o rozměrech 220 × 117 (120) cm a skupinové portréty o rozměrech 220 × 197 cm. V tomto salónu se nachází prvních pět pláten ze sbírky. Vlevo jsou dva hajduci - nosiči v černé livreji, kteří přepravovali příslušníky šlechty na kratší vzdálenosti. Dále skupinový portrét výběrčích naturálních a peněžních dávek František Ferdinand Michalovic, Andreas Kratochvíle a Bernard Vodrážka. Obraz je doplněn nápisem Tabulla Der auf der Herrschafft Manetyn befindl. Pfarren, Mayerhöffen, Schäfereyen und Dörfern a výčtem far, dvorů, ovčínů a vesnic, které k panství patřily. Na čelní stěně je obraz zámeckých pradlen, které perou prádlo u dřevěných necek. Na další stěně visí portrét místního faráře Václava Aleše Plešnera (Pleschnera, 1654–1721) a nakonec skupinový portrét cisterciáckého řeholníka v bílém hábitu Mauritia Vogta (1669–1730), který sedí u varhan, a manětínského hudebníka Antonína Josefa Plánického, který se později prosadil v kapele biskupa v bavorském Freisingu.
- Jídelna – Jídelnu je vyzdobena unikátním jídelním servisem s mysliveckými motivy. Pokračuje zde cyklus portrétů služebníků a úředníků: stolníci, klíčnice Elis Vochová a personál kuchyně.
- Malý spojovací salónek – Zde jsou vystaveny další obrazy služebnictva a úřednictva, mezi nimi je vyobrazen manětínský duchovní Jan Křtitel František Händl, hofmistr a lékař Jeroným Tichý, zámecký sekretář Jan Kryštof Hossner, na další stěně stavitel Jan Jiří Hess a nakonec vedle dveří kaplan František Vincenc Tatierek z kláštera bosých augustiniánů ve Lnářích.

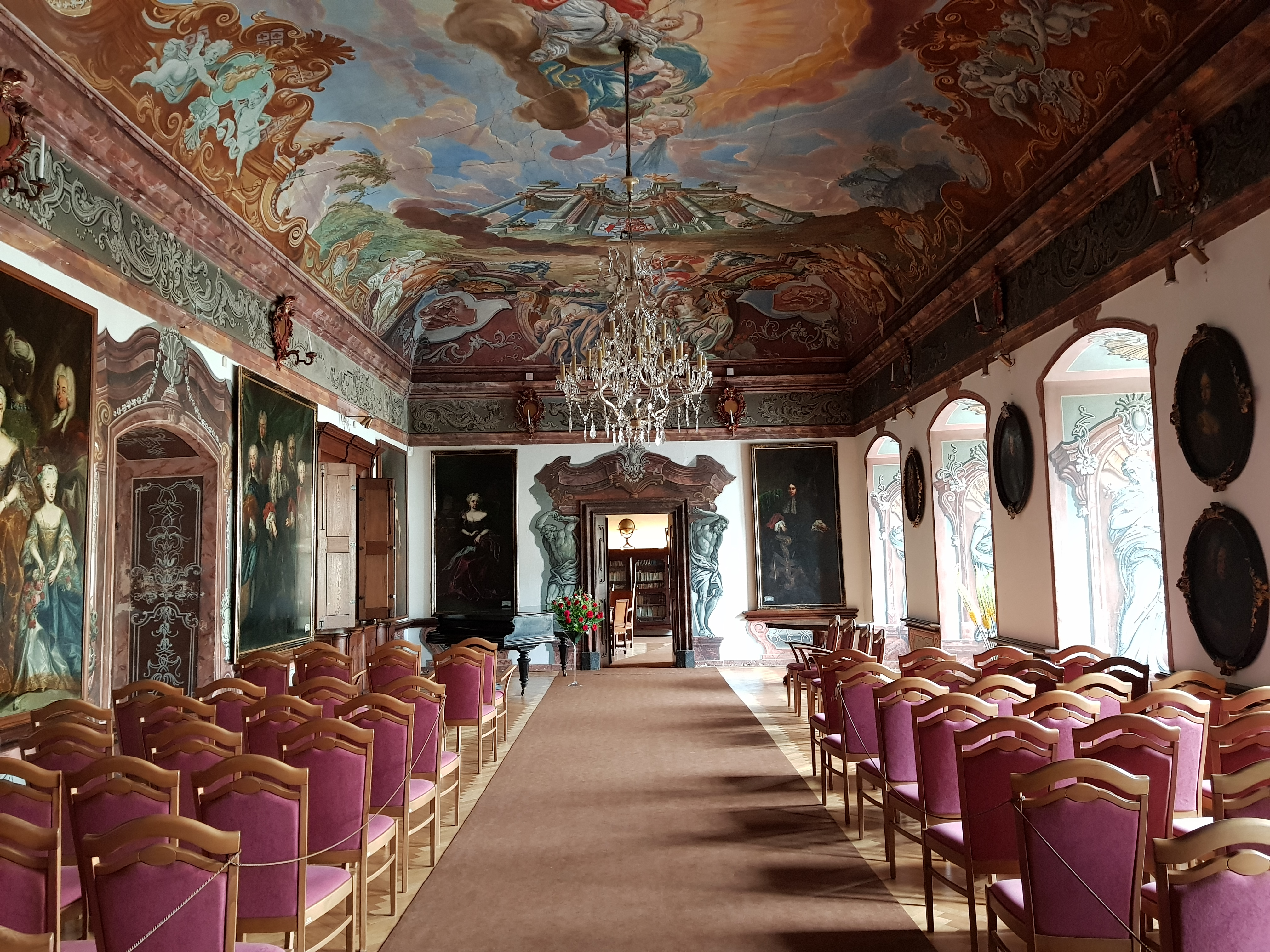
Hlavní sál

- Hlavní sál Hlavní sál – V hlavním sále jsou dva velké reprezentační rodinné portréty od nizozemského malíře Filipa Kristiána Bentuma (1690–1757) z první třetiny 18. století.[8] Napravo od dveří je vyobrazen hrabě Václav Josef Lažanský (1674–1715) se syny Maxmiliánem Václavem (1710–1776) a Karlem Josefem (1712–1750), v pozadí je zpodobněn sám malíř Bentum a vychovatel rodiny. Nalevo od dveří je vymalována jeho choť Marie Gabriela obklopená dcerami Marií Annou (1713 – před 1764) a Marií Josefou (1715–1760) a ředitelem panství. Za hraběnkou je vyobrazen černý sluha v turbanu.[17]

Alegorickou nástropní fresku v hlavním sále vymaloval v roce 1730 František Julius Lux (1702–1764). Uprostřed se vznáší trojice žen na oblacích. V červeném je personifikace Lásky, která drží planoucí srdce. Uprostřed je Boží prozřetelnost s Božím okem. Dáma v modrém, která drží sloup, je symbolem Síly. Vedle ní jsou ještě dvě okřídlené postavy, které z amfory vylévají štěstí na erby rodů Czernínů a Martiniců, z nichž pocházely rodiče Marie Gabriely. Na opačné straně jsou erby rodu Lažanských a baronů ze Spandtkau (Parisů ze Spankova), z nichž pocházela matka Václava Josefa Lažanského, Anna Alžběta. V rozích nástropní fresky byly vymalovány alegorie čtvera ročních období. Jaro představují dvě dívky. Jedna vylévá vodu ze džbánu, druhá drží papouška. Léto znázorňuje dívka ve slaměném klobouku držící snop obilí a srp a žena se slunečníkem z bílých a červených per. Podzim představuje polonahá dívka s jablky bůh vína Bakchus s hrozny a nádobou. Zimu symbolizuje okřídlený bůh času a smrti Kronos (Saturn) s kosou a žena v červeno-modrém a černou maskou jako symbol období bálů a společenských radovánek. Mezi těmito dvojicemi postav jsou přímo v rozích pole s mytologickými výjevy, která se jen volně vážou k ročním obdobím. U jara je vyobrazen let Dia na orlovi, u léta Európa s Diem proměněným v býka, u podzimu Poseidón a nakonec u zimy Daidalův let a Íkarův pád. Sál se v současnosti využívá také jako svatební a koncertní síň.

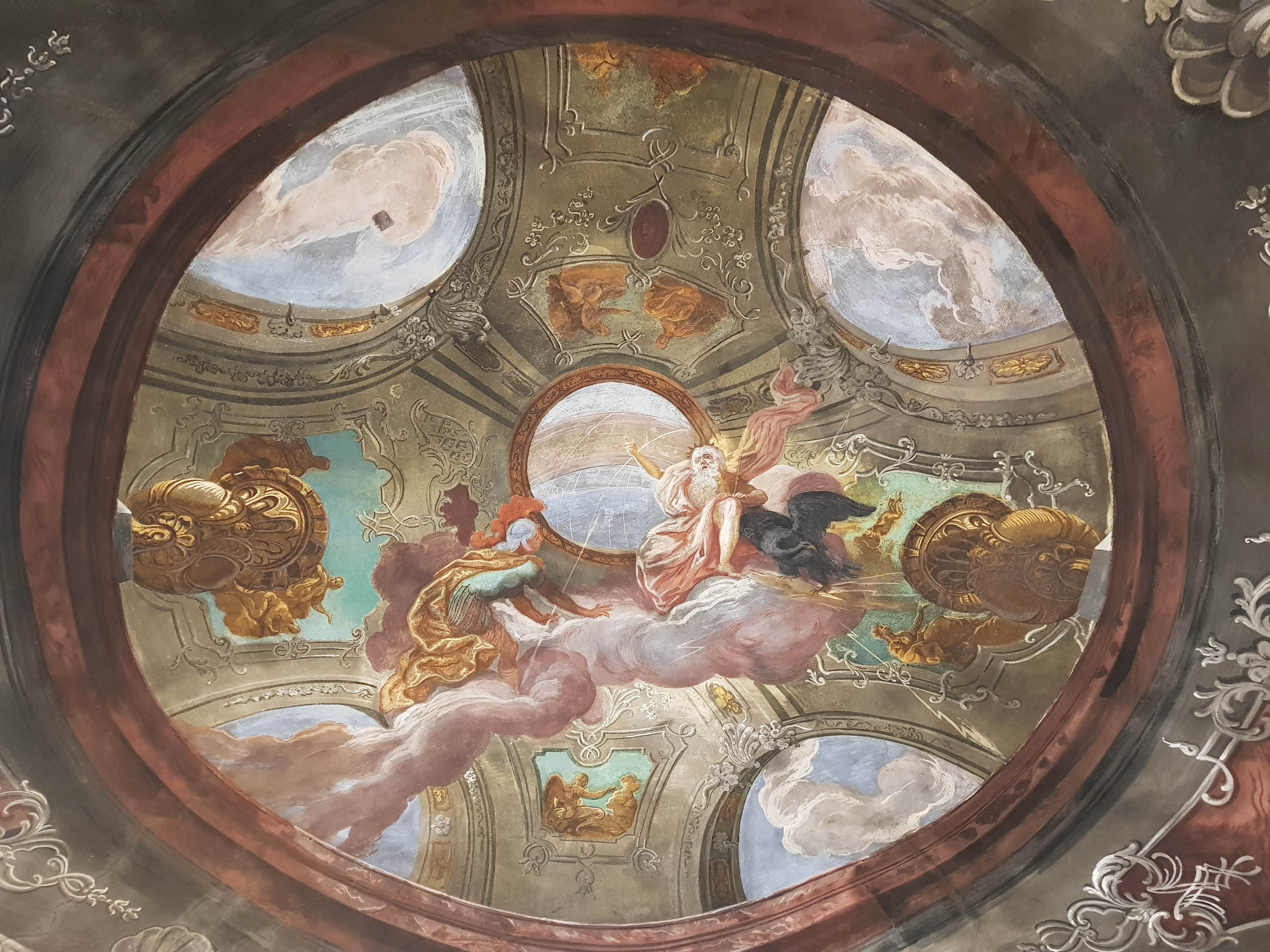
Nástropní freska v knihovně

- Knihovna – Mezi hodnotné prostory manětínského zámku patří knihovna instalovaná v původních osmi dubových prosklených skříních. Samotný knižní fond z 18.–20. století čítající přes pět tisíc svazků je ve správě Knihovny Národního muzea. Knihy se týkají hospodářství, zemědělství, rybníkářství nebo pěstování ovoce. Nechybí ani knihy o historii, divadle, výtvarném umění a filozofii, z přírodních věd dominuje botanika a matematika. Časté jsou také cestopisy a právnická literatura. Knihy jsou psány německy, francouzsky a latinsky, menší část je italsky, anglicky a česky. Jsou zde však i knihy v polštině a jakousi kuriozitou je učebnice turečtiny. V 50. letech 20. století byla knihovna převezena do Křimic, poté na zámek Kozel v roce 1953 na Kynžvart. Teprve v 70. letech se vrátila do Manětína.[21]

Uprostřed nástropní fresky je průhled do kopule, kde na oblaku sedí Zeus v červeném rouchu, má šedivé vlasy a vousy, na hlavě má posazenou korunu a v levé ruce drží žezlo. Doprovází ho černý orel. Před Diem poklekává Pallas Athéna (Minerva). Freska byla zrekonstruována v roce 1993, záměrně malá čtvercová část nebyla nezrestaurovala, aby bylo vidět, jak byla freska zčernalá.
- Chodba do oratoře – Prostorná chodba spojuje soukromou oratoř v kostele sv. Jana Křtitele se zámkem. Na stěnách visí portréty členů rodiny Lažanských nebo jejich příbuzných.
- Soukromá oratoř v kostele svatého Jana Křtitele – Toto oddělené privilegované místo v kostele bylo určeno pro šlechtické majitele panství. Oknem lze nahlédnout do farního kostela, kde zaujme obraz Kristův Křest na hlavním oltáři od Petra Brandla (1668–1735) nebo obraz Ukřižovaný od Emanuela Dítěte (1862–1944) z roku 1885.